# ヴィック・ディッケンソン
ヴィック・ディッケンソン（Vic Dickenson、1906年8月6日 - 1984年11月16日）は、アメリカのジャズ・トロンボーン奏者。そのキャリアは1920年代に始まり、カウント・ベイシー（1940年–1941年)、シドニー・ベシェ（1941年）、そしてアール・ハインズとの音楽的パートナーシップを通じて続いた。

## 略歴
1906年にオハイオ州ジーニアで生まれたディッケンソンは、父親のような左官職人になりたいと思っていたが、はしごから落ちて怪我をした後、その考えを断念した。1922年からオルガンを学び、後に地元のバンドでトロンボーンを演奏するようになった。1930年12月、ルイス・ラッセルのバンドのボーカリストとしてレコーディング・デビュー。1930年代初頭にブランシュ・キャロウェイのオーケストラに参加した。1947年から1950年代半ばまでは、東海岸と西海岸の両方で自分のグループを率いていた。
それ以来、彼はセッションマンを務めるようになった。1957年、カウント・ベイシー、コールマン・ホーキンス、ロイ・エルドリッジ、ジェリー・マリガン、ビリー・ホリデイと共にテレビ番組『The Sound of Jazz』に出演。また、ジミー・ラッシング (ヴァンガード・レコード)、コールマン・ホーキンス (キャピトルとプレスティッジ・レコード)、ピー・ウィー・ラッセル (ブラック・ライオン)、ベニー・カーター (ブルーバードとブラック&ブルー)、レスター・ヤング (ブルーノートとヴァーヴ)、カウント・ベイシー（コロムビアとパブロ）、シドニー・ベシェ（ブルーバード、ブラック&ブルー、ブルーノート）のサイドマンとしてレコーディングを行った。1953年、エドモンド・ホールをクラリネット、ルビー・ブラフをトランペットに迎え、ヴァンガードのために『ヴィック・ディッケンソン・ショウケース』をレコーディングした。1958年、シドニー・ベシェは彼をフランスに来させ、ブリュッセルの博覧会でレコードを演奏させた。
ディッケンソンは、ニューヨークにあるルーズベルト・グリルのハウス・バンドである「The World's Greatest Jazz Band (世界最高のジャズ・バンド)」のメンバーを務めた。また、トランペッターのボビー・ハケットと一緒に彼をフィーチャーした小さなグループで同じ会場にて演奏した。
ディッケンソンは、トロンボーン奏者のミフ・モールを含むアート・ケインの写真「A Great Day in Harlem（ハーレムの素晴らしい日）」に写っている。
ディッケンソンは、1984年に癌のため78歳でニューヨークにて亡くなった。

## ディスコグラフィ

### リーダー・アルバム
- 『ヴィック・ディッケンソン・ショウケース』 - Vic Dickenson Showcase, Vol. 1 (1953年、Vanguard)
- Vic Dickenson Showcase, Vol. 2 (1954年、Vanguard)
- 『ビック・ディッケンソン・セプテット VOL.1』 - Vic Dickenson Septet, Vol. 1 (1954年、Vanguard)
- 『ビック・ディッケンソン・セプテット VOL.2』 - Vic Dickenson Septet, Vol. 2 (1954年、Vanguard)
- 『ビック・ディッケンソン・セプテット VOL.3』 - Vic Dickenson Septet, Vol. 3 (1954年、Vanguard)
- 『ビック・ディッケンソン・セプテット VOL.4』 - Vic Dickenson Septet, Vol. 4 (1954年、Vanguard)
- 『ヴィックス・ボストン・ストーリー』 - Vic's Boston Story (1957年、Storyville)
- 『メインストリーム』 - Mainstream (1958年、Atlantic) ※with ジョー・トーマス
- 『ニューポート・ジャズ・フェスティヴァル・オール・スターズ』 - Newport Jazz Festival All Stars (1960年、Atlantic) ※with バック・クレイトン、ジョージ・ウェイン、ピー・ウィー・ラッセル、バド・フリーマン、チャンプ・ジョーンズ、ジェイク・ハナ
- In Holland (1974年、Riff)
- French Festival (Nice, France 1974) (1974年、Classic Jazz Music)
- 『ジェントルマン・オブ・ザ・トロンボーン』 - Gentleman of the Trombone (1975年、Storyville)
- Vic Dickenson Quintet (1976年、SLP)
- 『ベッシー・スミスに捧ぐ』 - Plays Bessie Smith: Trombone Cholly (1976年、Gazell)
- 『ウィズ・エディ・ロック・アンド・フレンズ』 - Roy Eldridge & Vic Dickenson With Eddie Locke & His Friends (1978年、Storyville) ※with ロイ・エルドリッジ
- New York Axis: Phil Wilson & Vic Dickenson (1980年、Famous Door)
- Just Friends (1985年、Sackville)
- Live at Music Room (1996年、Valley Vue)
- Backstage with Bobby Hackett: Milwaukee 1951 (2000年、Jasmine)
- Swing That Music (2002年、Black & Blue)[4]

### 参加アルバム
バスター・ベイリー
- 『オール・アバウト・メンフィス』 - All About Memphis (1958年、Felsted)

コールマン・ホーキンス
- Coleman Hawkins All Stars (1960年、Swingville) ※with ジョー・トーマス

ジョニー・ホッジス
- 『ブルース・ア・プレンティ』 - Blues-a-Plenty (1958年、Verve)

クロード・ホプキンス
- Swing Time! (1963年、Swingville) ※with バッド・ジョンソン

ラングストン・ヒューズ
- Weary Blues (1959年、MGM)

バッド・ジョンソン
- 『ブルース・ア・ラ・モード』 - Blues a la Mode (1958年、Felsted)

ジョー・ジョーンズ
- 『メイン・マン』 - The Main Man (1977年、Pablo)

アル・シアーズ
- Things Ain't What They Used to Be (1961年、Swingville)

ディッキー・ウェルズ
- 『ボーンズ・フォー・ザ・キング』 - Bones for the King (1958年、Felsted)
- Trombone Four-in-Hand (1959年、Felsted)

ジョー・ウィリアムス
- 『カウント・ベイシーズの夜』 - A Night at Count Basie's (1956年、Vanguard)

レスター・ヤング
- 『ジャズ・ジャイアンツ'56』 - The Jazz Giants '56 (1956年、Verve)